# 中央山脈 (呂宋島)
中央山脉位于菲律宾吕宋岛北部中央。山脉区域涵盖了整个科迪勒拉行政区（阿布拉省、阿巴尧省、本格特省、伊富高省、卡林阿省和高山省），同时包括了北伊罗戈省东部、南伊罗戈省东部、拉乌尼翁省东部、邦阿西楠省东北部、新比斯開省西部和卡加烟省西部。

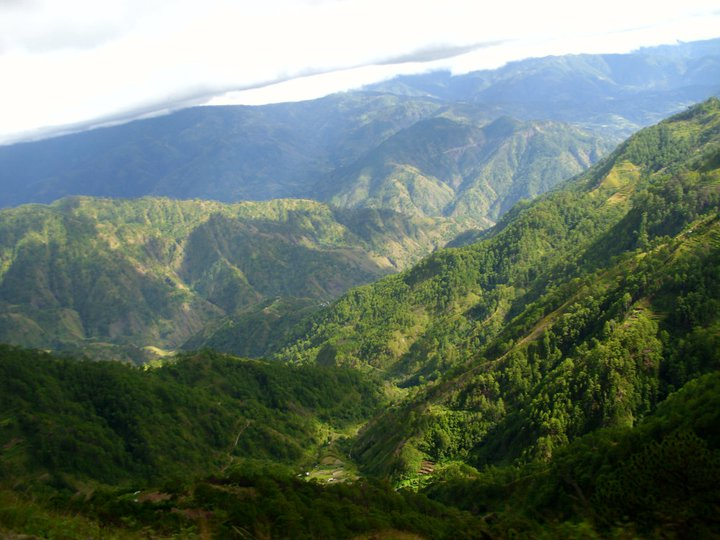
本格特省境内环绕碧瑶市山脉

山脉北缘是北依罗戈省和卡加烟省位于吕宋岛的北部海岸。 山脉的东南部与该国最长山脉马德雷山相连。在西班牙殖民时期（1521–1898），整个山脉被称为Nueva Provincia，意为新省。